# Траверс (тауншип)
Тра́верс (англ. Traverse) — тауншип в округе Николлет, Миннесота, США. На 2000 год его население составляло 367 человек.

## География
По данным Бюро переписи населения США площадь тауншипа составляет 61,2 км², из которых 59,6 км² занимает суша, а 1,6 км² — вода (2,54 %).

## Демография
По данным переписи населения 2000 года здесь находились 367 человек, 127 домохозяйств и 102 семьи. Плотность населения — 6,2 чел./км². На территории тауншипа расположена 131 постройка со средней плотностью 2,2 построек на один квадратный километр. Расовый состав населения: 99,18 % белых, 0,54 % коренных американцев и 0,27 % приходится на две или более других рас.
Из 127 домохозяйств в 38,6 % воспитывались дети до 18 лет, в 74,8 % проживали супружеские пары, в 3,1 % проживали незамужние женщины и в 18,9 % домохозяйств проживали несемейные люди. 11,0 % домохозяйств состояли из одного человека, при том 3,1 % из — одиноких пожилых людей старше 65 лет. Средний размер домохозяйства — 2,89, а семьи — 3,17 человека.
28,9 % населения младше 18 лет, 9,0 % в возрасте от 18 до 24 лет, 31,1 % от 25 до 44, 21,0 % от 45 до 64 и 10,1 % старше 65 лет. Средний возраст — 37 лет. На каждые 100 женщин приходилось 128,0 мужчин. На каждые 100 женщин старше 18 приходилось 121,2 мужчин.
Средний годовой доход домохозяйства составлял 55 250 долларов, а средний годовой доход семьи — 61 250 долларов. Средний доход мужчин — 35 682 доллара, в то время как у женщин — 28 125. Доход на душу населения составил 21 861 доллар. За чертой бедности не находилась ни одна семья и 2,7 % всего населения тауншипа.